# Salvador (Penamacor)
Salvador is een plaats (freguesia) in de Portugese gemeente Penamacor en telt 589 inwoners (2001).

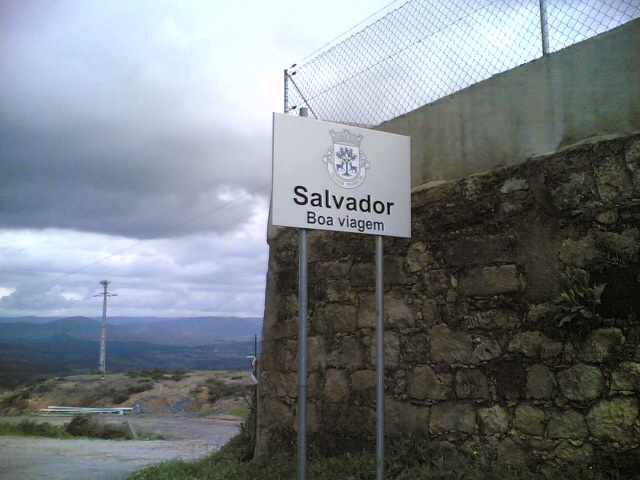
Bord